# Serapias bergonii
Serapias bergonii är en orkidéart som beskrevs av E.G.Camus. Serapias bergonii ingår i släktet Serapias och familjen orkidéer. Inga underarter finns listade i Catalogue of Life.

## Bildgalleri

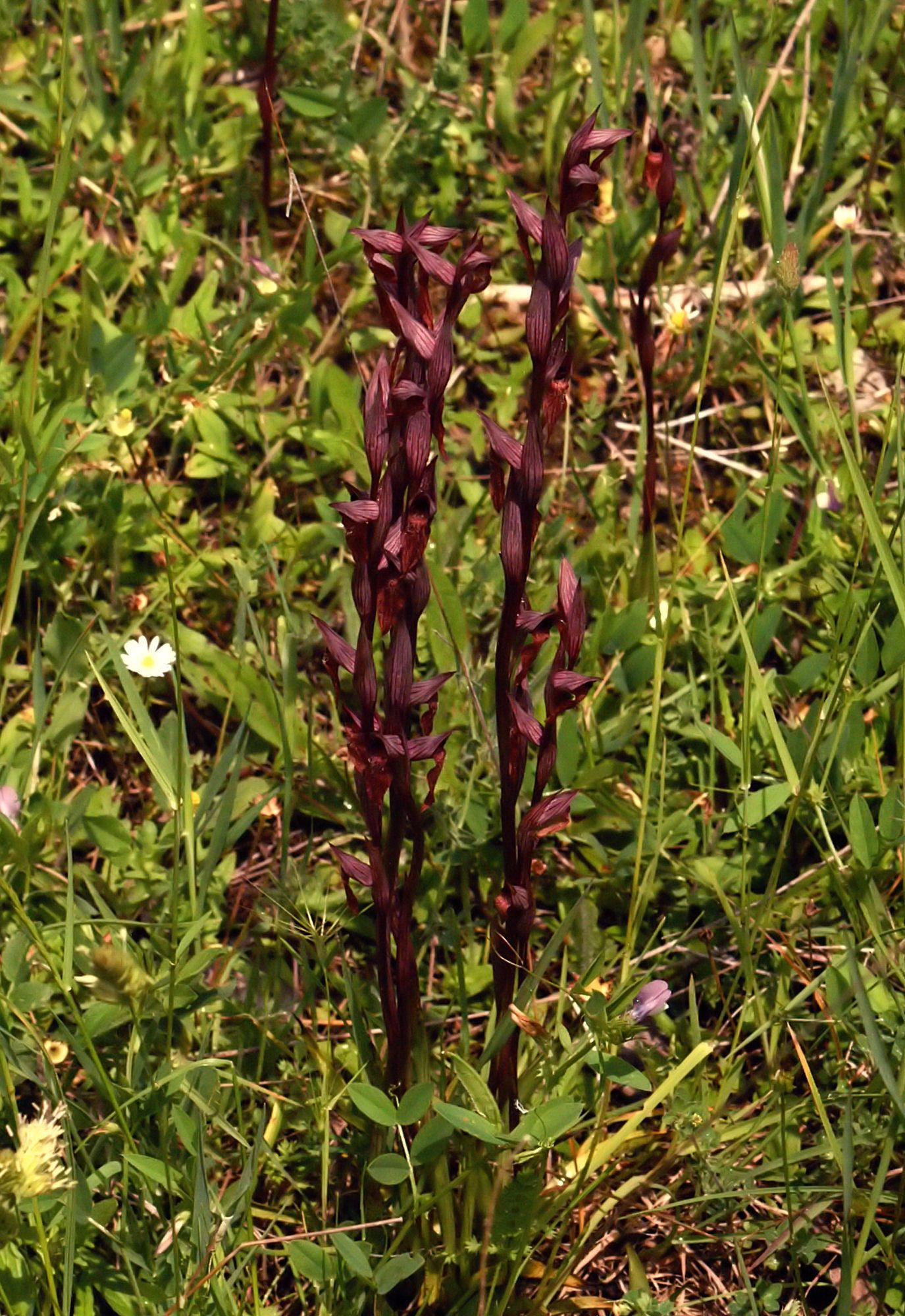
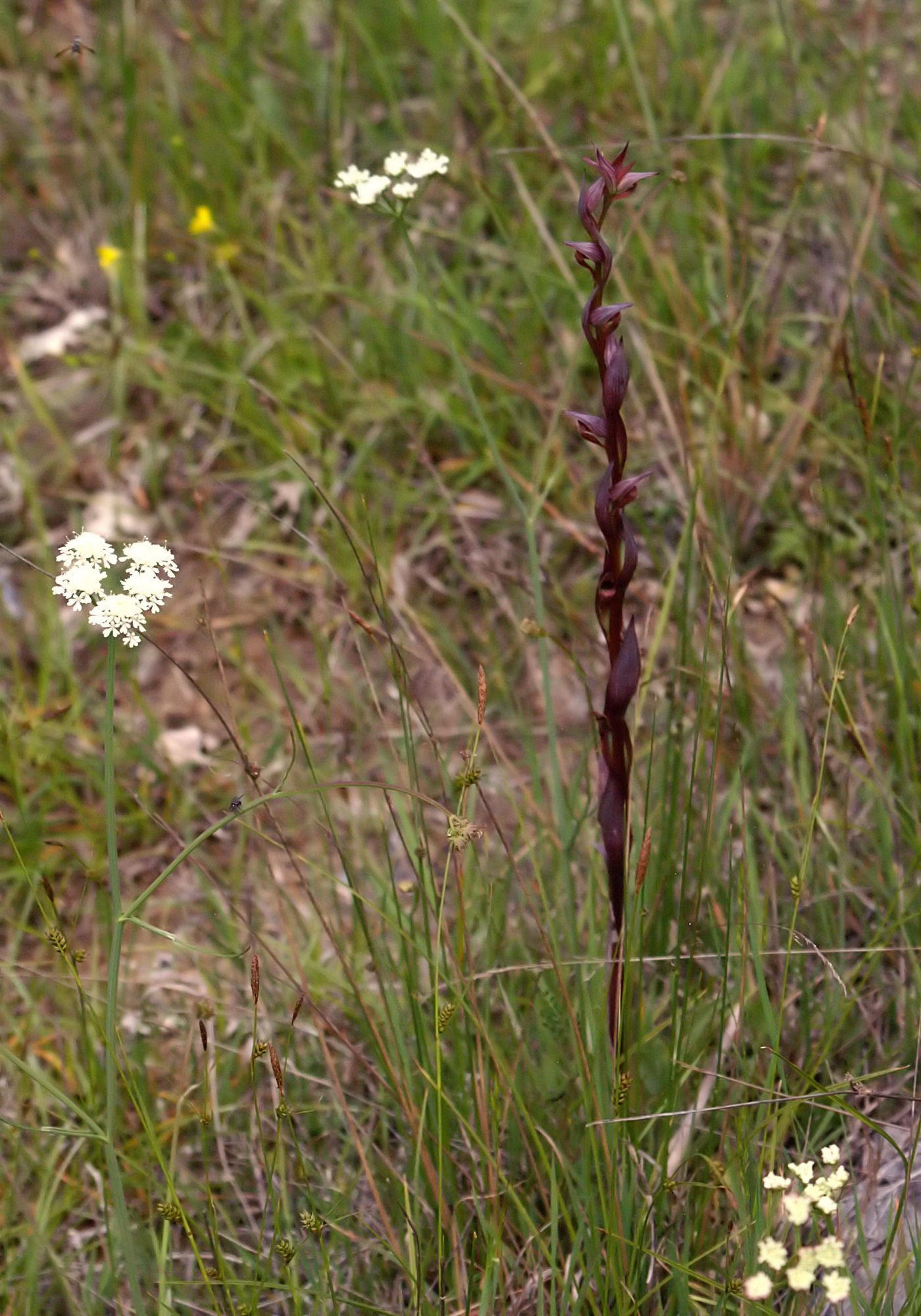
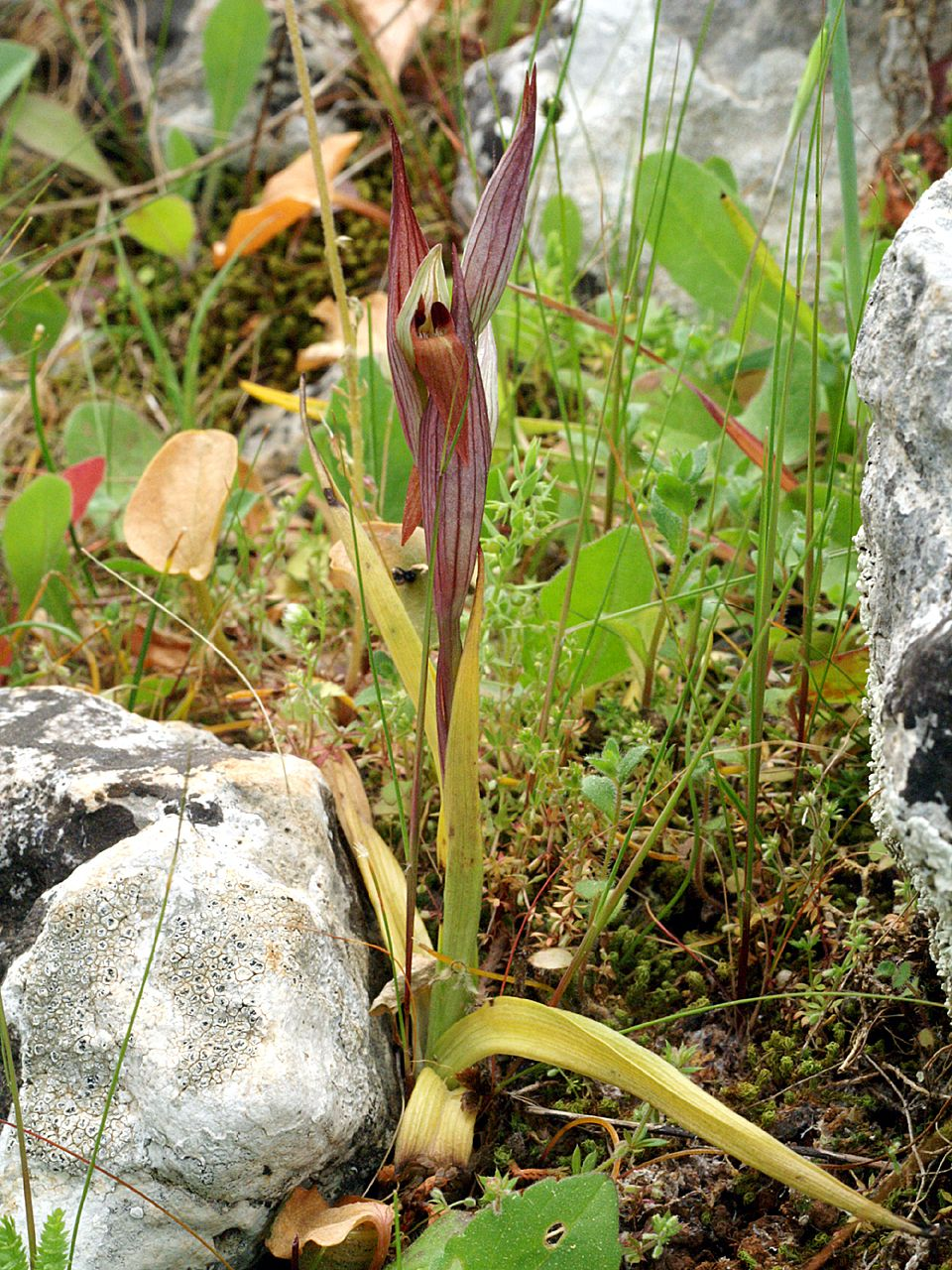
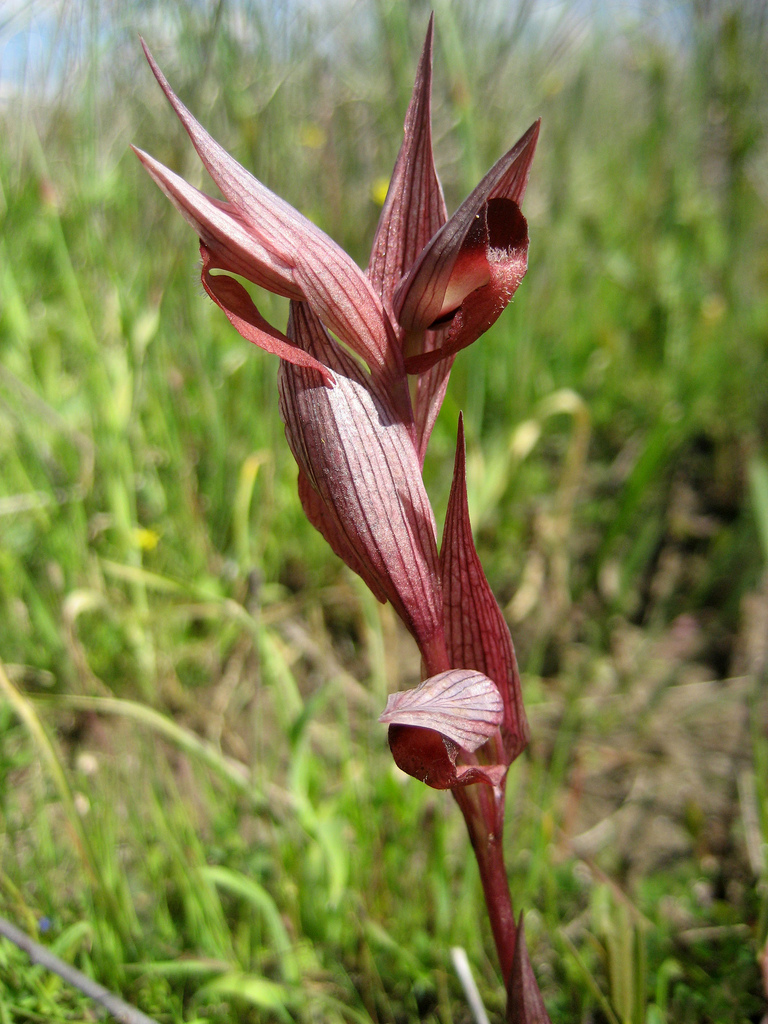
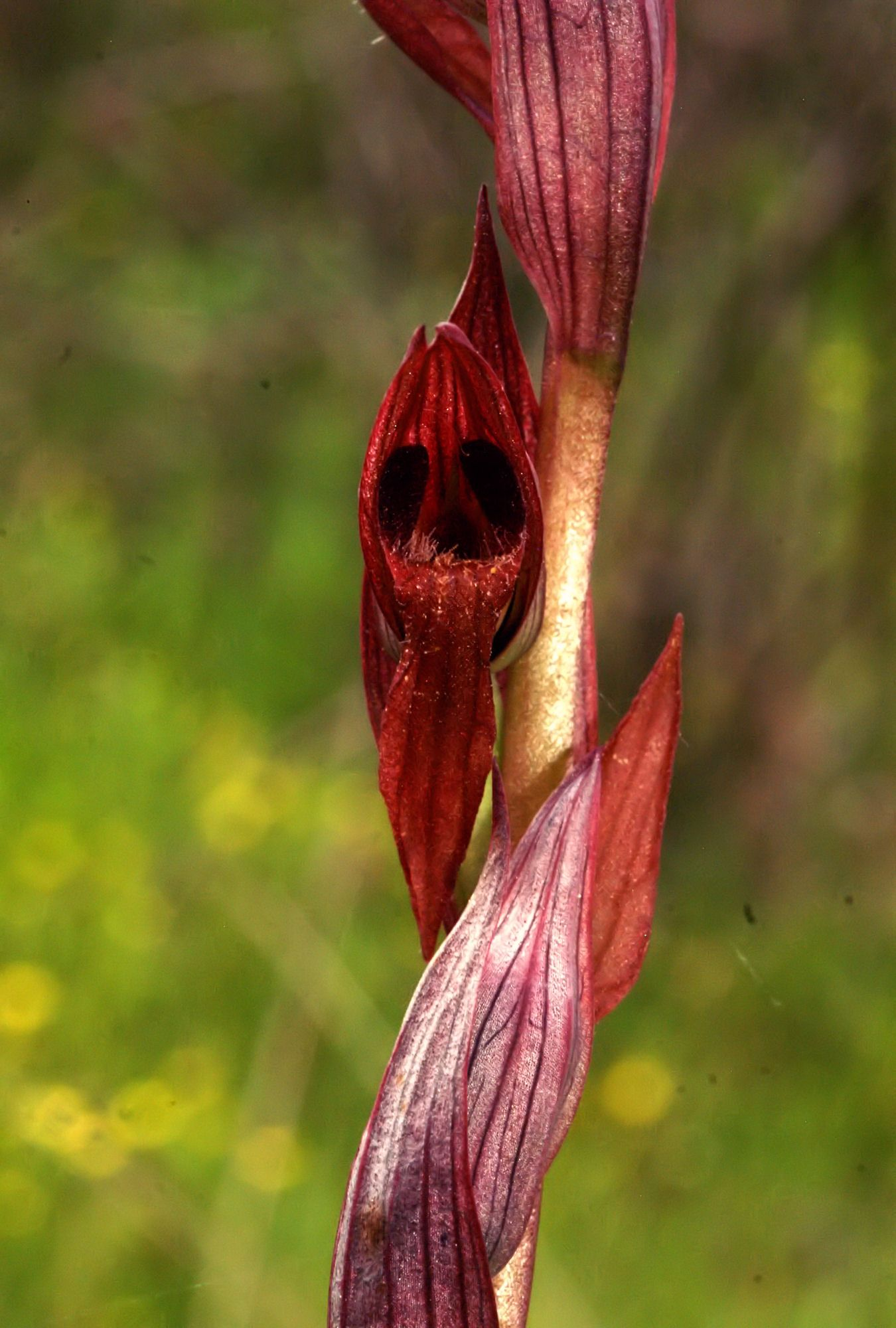